# Saint-Abraham
Saint-Abraham település Franciaországban, Morbihan megyében. Lakosainak száma 540 fő (2022. január 1.). Saint-Abraham Caro, Saint-Marcel, Sérent és Val-d'Oust községekkel határos.

## Népesség
A település népessége az elmúlt években az alábbi módon változott:
| Lakosok száma | 401  | 415  | 447  | 523  | 543  | 546  | 536  | 529  | 529  | 540  |
|               | 1968 | 1982 | 1990 | 2006 | 2013 | 2015 | 2017 | 2019 | 2020 | 2022 |